# Шарп, Сейдж
Сейдж Шарп (англ. Sage Sharp; имя при рождении Сара Шарп англ. Sarah Sharp; род. 1985, Ренье, штат Орегон, США) — программист, работавший над ядром Linux, в том числе два года работавший в Техническом консультативном совете Linux Foundation.
Работа Шарп над ядром началась в 2006 году, во время обучения в Университете штата Орегон в Портленде и продолжилась благодаря исследовательскому гранту Intel. Вклад Шарп в ядро включает в себя создание и сопровождение драйвера USB 3.0. В 2015 году Шарп была предпринята попытка рекомендовать проекту Linux принятие кодекса поведения для разработчиков Linux, однако Линус Торвальдс принял вместо этого «кодекс конфликта». В следствие чего, 5 октября 2015 года, Шарп было принято решение оставить работу над ядром Linux, мотивированное оскорбительным стилем общения и «оскорбительными комментариями» сообщества разработчиков.
В 2015 году Шарп была вручена первая ежегодная премия Red Hat Women in Open Source Community за «усилия по улучшению коммуникаций и приглашению женщин в сообщество с открытым исходным кодом» и награду O’Reilly Open Source Award 2016 года за достижения в сообществе open source.
Шарп является небинарным человеком и использует местоимение «they» (с англ. — «они»).